# Лопес, Лиза
Лиза «Лефт Ай» Лопес (англ. Lisa 'Left Eye' Lopes; 27 мая 1971, Филадельфия, США — 25 апреля 2002, Ла-Сейба, Гондурас) — американская певица, автор песен, танцовщица, рэпер, актриса. Являлась одной из участниц группы TLC.

## TLC
Группа TLC образовалась в 1991 году. Названия группы происходило от первых букв прозвищ солисток: T-Boz (Тионн Уоткинс), Left Eye (Лиза Лопес) и Chilli (Розонда Томас). Их первый альбом Ooooooohhh... On the TLC Tip (1992) разошёлся по всему миру количеством 6 миллионов копий. В 1994 году вышел второй альбом CrazySexyCool, который был продан в количестве более 15 миллионов копий; в 1999 году вышел третий альбом FanMail, который подался в количестве более 10 миллионов экземпляров.
Лопес, находясь в группе, написала для неё многие песни, такие как «Ain’t 2 Proud 2 Beg, What About Your Friends, Hat 2 da Back», «No Scrubs», «Waterfalls», и «Girl Talk».
С 1994 по 1999 год в группе происходили частые конфликты, которые привели к напряженным отношениям между её участницами. Это началось после того, как Лиза подожгла дом своего приятеля. Её стали обвинять в том, что из-за этого поступка группа сильно пострадала в материальном плане, так как суд оштрафовал Лизу на большую сумму, и группе пришлось платить этот штраф. Но после смены менеджера этот случай забылся, мир в группе восстановился.

## Сольная карьера
Лопес считала себя самой яркой участницей в коллективе, и поэтому в начале 2000-х годов начала сольную карьеру. Она сотрудничала с другими артистами, участвовала в телевизионных съемках и выпустила в 2001 году свой первый сольный альбом под названием Supernova. В 2002 году планировался выпуск второго альбома N.I.N.A., но его релиз был отменён сразу после смерти певицы в апреле 2002 года.

## Личная жизнь
Лиза «Лефт Ай» Лопес страдала от алкогольной зависимости и пыталась вылечиться. По её словам, она пристрастилась к алкоголю из-за проблем в прошлом.
В 1994 году, заподозрив своего бойфренда, футболиста Андре Райсона, в измене, находясь в сильном алкогольном опьянении, Лиза сожгла его дом. В суде ей, благодаря адвокатам, удалось избежать сурового наказания, но всё же Лиза получила 5 лет лишения свободы условно, ей пришлось выплатить огромный штраф (который платила группа) и пройти программу реабилитации.

## Смерть
В апреле она отправилась в отпуск в Гондурас для лечения от алкоголизма. 25 апреля 2002 года, находясь за рулем Mitsubishi Montero Sport, Лопес неосмотрительно выехала на встречную полосу для обгона грузовика и, во избежание столкновения со встречной машиной, была вынуждена резко свернуть с дороги на обочину, где снесла несколько деревьев и несколько раз перевернулась. Из семи человек, которые находились в автомобиле, погибла только Лопес. Как потом стало известно, она получила тяжёлые травмы шеи и головы, которые и привели к смерти певицы.
Сразу после смерти певицы её мать подала иск на Mitsubishi Motors, заявив, что якобы в машине были допущены технологические ошибки, но ей не удалось этого доказать.
Похороны прошли 2 мая 2002 года, их посетило 10 тысяч человек.

## Дискография
- 2001: Supernova[англ.]
- 2002: N.I.N.A. (отменён)
- 2009: Eye Legacy[англ.] (посмертно)

## Примечание
1. 1 2  Lisa Nicole Lopes // Encyclopædia Britannica (англ.)
2. ↑  Freydkin, Donna (25 февраля 1999). TLC's glam goddesses resurface with 'Fan Mail'. CNN.com. Архивировано 4 марта 2016. Дата обращения: 24 июля 2008.
3. 1 2  TLC (недоступная ссылка)
4. ↑  Cruz, Clarissa; Sinclair, Tom.: . Waterfalls of Tears (2 мая 2002). Дата обращения: 24 июля 2008. Архивировано 15 сентября 2012 года.
5. ↑  Reid, Shaheem. Lisa Lopes Documentary Captures Singer's Last Days. Mtv.com (25 апреля 2007). Дата обращения: 12 ноября 2010. Архивировано 15 сентября 2012 года.
6. ↑  Life of Fiery Rapper Lisa Lopes Tragically Cut Short. Дата обращения: 1 февраля 2019. Архивировано 2 февраля 2019 года.
7. ↑  Harris, Chris. Left Eye's Mother Sues Automaker Over Fatal Crash. Mtv.com (20 июня 2005). Дата обращения: 12 ноября 2010. Архивировано 15 сентября 2012 года.
8. ↑  Thousands mourn 'Left Eye' (англ.). 3 мая 2002. Архивировано 1 сентября 2024. Дата обращения: 2 октября 2024.
9. ↑  Susman, Gary (30 апреля 2002). Bad Car-ma. Entertainment Weekly. Архивировано 23 октября 2013. Дата обращения: 8 февраля 2014.
10. ↑  Thousands Gather to Say Goodbye to Left Eye. MTV. 2 мая 2002. Архивировано из оригинала 2 февраля 2014. Дата обращения: 8 февраля 2014.